# Гормен (Меріленд)
Гормен (англ. Gorman) — переписна місцевість (CDP) в США, в окрузі Ґерретт штату Меріленд. Населення — 85 осіб (2020).

## Географія
Гормен розташований за координатами 39°17′34″ пн. ш. 79°21′10″ зх. д. / 39.29278° пн. ш. 79.35278° зх. д. (39.292702, -79.352750).  За даними Бюро перепису населення США в 2010 році переписна місцевість мала площу 3,25 км², уся площа — суходіл.

## Демографія
Згідно з переписом 2010 року, у переписній місцевості мешкало 106 осіб у 46 домогосподарствах у складі 28 родин. Густота населення становила 33 особи/км².  Було 54 помешкання (17/км²).
Расовий склад населення:
| - 97,2 % — білих - 0,9 % — корінних американців |

До двох чи більше рас належало 1,9 %. Частка іспаномовних становила 0,9 % від усіх жителів.
За віковим діапазоном населення розподілялося таким чином: 25,5 % — особи молодші 18 років, 50,9 % — особи у віці 18—64 років, 23,6 % — особи у віці 65 років та старші. Медіана віку мешканця становила 42,7 року. На 100 осіб жіночої статі у переписній місцевості припадало 89,3 чоловіків;  на 100 жінок у віці від 18 років та старших — 92,7 чоловіків також старших 18 років.
Цивільне працевлаштоване населення становило 0 осіб. 